# Radiola
Radiola là một chi thực vật có hoa trong họ Linaceae.

## Hình ảnh

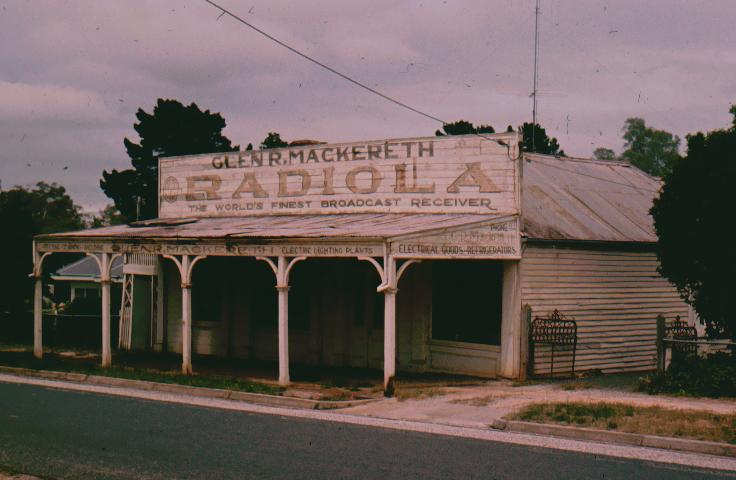
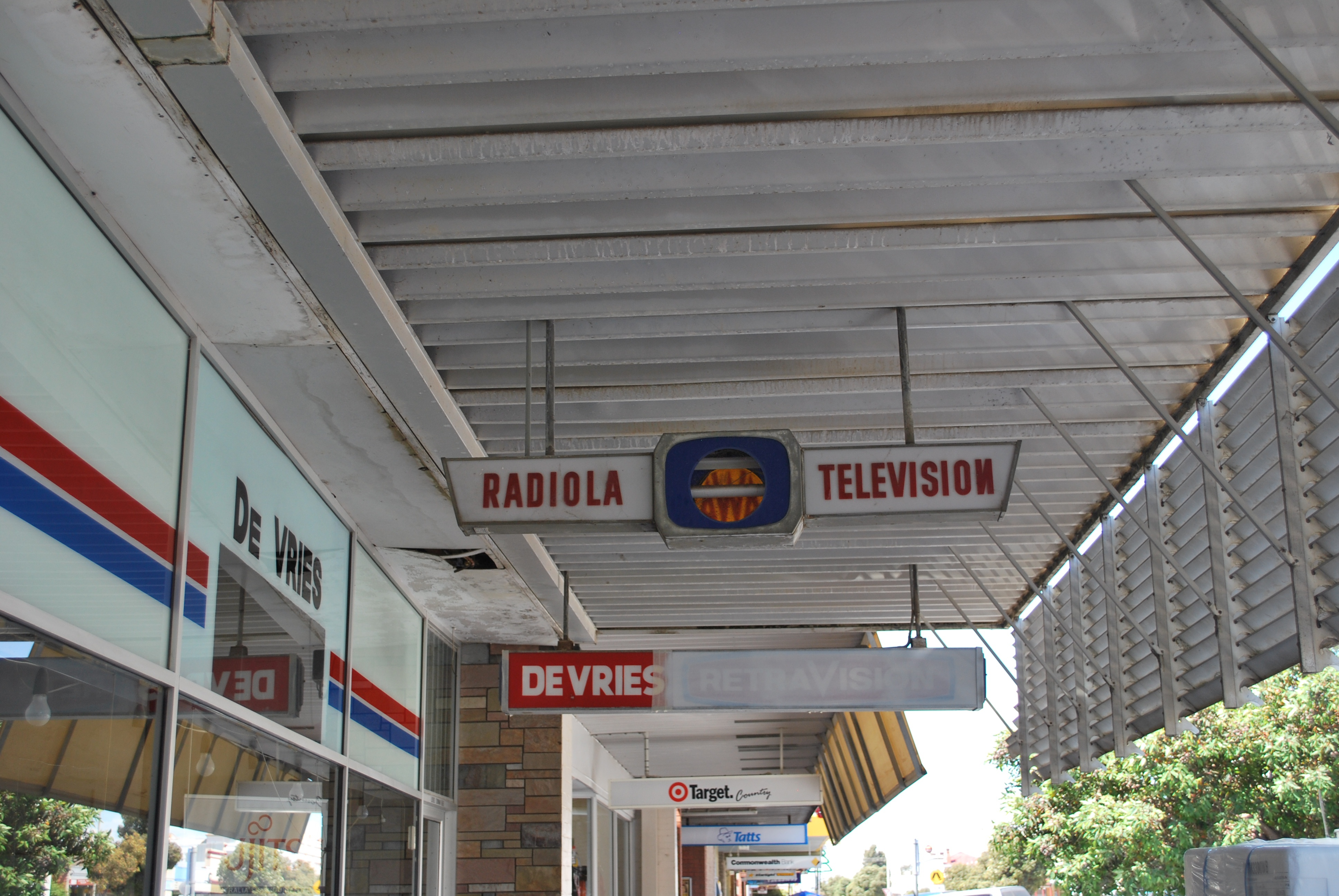

## Loài
Chi Radiola gồm các loài: